# Marta Bach Pascual
Marta Bach Pascual (Mataró, Barcelona, 17 de febrero de 1993) es una waterpolista española que juega en el CN Mataró de la División de Honor femenina y en la selección española.
Formó parte de la selección española, que se proclamó subcampeona olímpica en los Juegos Olímpicos de Londres 2012. 

## Palmarés
Con la selección sub-20, se proclamó campeona del mundo en el Campeonato Mundial Júnior de 2011. También participó junto a la selección nacional absoluta en el Mundial de Shanghái 2011, quedando en 11.ª posición. 
En el 2012 fue campeona del torneo preolímpico de Trieste y obtuvo la medalla de plata en los Juegos Olímpicos de Londres 2012.
En el 2013 se proclamó campeona del mundo en el campeonato celebrado en Barcelona. En el año 2014 disputó el Europeo de Waterpolo en Budapest obteniendo de nuevo la medalla de oro.
En 2016, quedó campeona de la Copa de la Reina, con el Centre Natació Mataró, venciendo en la final al todopoderoso Club Natació Sabadell. Una semana después, se proclamó campeona de la LEN Trophy tras derrotar en la final al Vouliagmeni griego.

## Premios, reconocimientos y distinciones
- Medalla de Bronce de la Real Orden del Mérito Deportivo, otorgada por el Consejo Superior de Deportes (2013)
- Medalla de Plata de la Real Orden del Mérito Deportivo, otorgada por el Consejo Superior de Deportes (2014)